# Marcus Miller
Marcus Miller (Nova Iorque, 14 de junho de 1959) é um compositor, produtor e músico de jazz, mais conhecido como um baixista, que tocou com vários músicos, inclusive Miles Davis, David Sanborn e até com Djavan.
Miller estudou oficialmente clarinete, clarineto baixo, teclado, saxofone e guitarra, além de ser vocalista.
Suas influências são de alguns baixistas da geração precedente, tais como Keni Burke, e em particular, Jaco Pastorius (que nasceu apenas 8 anos antes do Miller, em 1951).
Cedo na sua carreira, Miller era acusado de imitar demais o estilo do Pastorius, inegavelmente uma influência que era, e ainda é, enorme. Segundo o próprio Marcus, foi necessário parar de ouvir Jaco por algum tempo para afastar-se do estilo do seu ídolo.
Miller tem uma discografia extensa, e viaja frequentemente à Europa e ao Japão, como músico acompanhante ou líder.

## Discografia
- 1983 - Suddenly
- 1984 - Marcus Miller
- 1993 - The Sun Don't Lie
- 1995 - Tales
- 1998 - Live & More
- 2000 - Best Of '82-'96
- 2001 - M2
- 2002 - the Ozell Tapes
- 2005 - Silver Rain
- 2007 - Free
- 2008 - Marcus - In Stores in the U.S. March 4TH!
- 2015 - Afrodeezia

com Bee Gees (1987)
- 1987 - E.S.P.

com David Sanborn (1975-2000)
- 1977 - Lovesongs
- 1979 - Hideaway
- 1980 - Voyeur
- 1981 - dyas of the week
- 1982 - Backstreet
- 1984 - Straight To The Heart
- 1987 - Change Of Heart
- 1988 - Close-Up
- 1991 - Another Hand
- 1992 - Upfront
- 1994 - Hearsay
- 1995 - Pearls
- 1996 - Songs From The Night Before
- 1999 - Inside

| com Miles Davis (1980-1990) - 1981 - Man With The Horn - 1981 - We Want Miles - 1982 - Star People - 1986 - Tutu - 1987 - Music From Sioesta - 1989 - Amandla com The Jamaica Boys (1986-1990) - 1987 - Self-Titled - 1989 - J. Boys |